# توشيو فوكوموتو
توشيو فوكوموتو (باليابانية: 福元寿夫) هو لاعب كرة الماء ياباني، ولد في 11 نوفمبر 1960.

## وصلات خارجية
- توشيو فوكوموتو على موقع الاتحاد الدولي للسباحة (الإنجليزية)
- توشيو فوكوموتو على موقع أوليمبيديا (الإنجليزية)